# Baldwyn
Baldwyn ist eine Stadt in den Counties Lee und Prentiss von Mississippi in den Vereinigten Staaten. Das U.S. Census Bureau hat bei der Volkszählung 2020 eine Einwohnerzahl von 3071 ermittelt. 

## Geschichte
Fünf Meilen nördlich von Guntown gelegen, verläuft die Hauptstraße von Baldwyn entlang der Bezirksgrenze der Bezirke Lee und Prentiss. Baldwyn hat die ungewöhnliche Auszeichnung, in vier Countys gegründet worden zu sein. Es wurde am 1. April 1861 durch einen Akt der Legislative in den Countys Tishomingo und Itawamba gegründet. Lee County wurde am 26. Oktober 1866 aus Teilen von Itawamba und Pontotoc gebildet, während Tishomingo am 15. April 1870 in Alcorn, Prentiss und Tishomingo aufgeteilt wurde.
Baldwyn ist ein Auswuchs des Dorfes Carrollville: Als die Mobile and Ohio Railroad in den Jahren 1848 bis 1861 gebaut wurde, verfehlte sie Carrollville um anderthalb Meilen und die Bürger zogen in die neue Stadt Baldwyn, die nach dem Bauingenieur benannt wurde, der die Straße durch die Stadt vermaß. Tishomingo, Häuptling der Chickasaw Nation, lebte in Carrollville, starb aber 1839 in der Nähe von Little Rock, Arkansas, an Pocken, während er mit seinem Stamm nach Westen zog.

## Demografie
Nach der Schätzung von 2019 leben in Baldwyn 3268 Menschen. Die Bevölkerung teilte sich im selben Jahr auf in 45,3 % Weiße und 52,0 % Afroamerikaner und 2,5 % mit zwei oder mehr Ethnien. Hispanics oder Latinos machten 0,4 % der Bevölkerung aus. Das mittlere Haushaltseinkommen lag bei 31.343 US-Dollar und die Armutsquote bei 22,5 %.

## Persönlichkeiten
- Babe McCarthy (1923–1975), Basketballtrainer